# Aben Abou
Aben Abou, Ibn Abu ou Abén Aboo, connu sous le nom d'El Reyecillo, avait comme ancien nom chrétien Diego López et Hernando Abenabó. Converti à l'islam, il adopte comme nom musulman Abd Allah Muhammad ibn Abbu. Après avoir probablement participé à l'assassinat de son cousin Abén Humeya, surnommé roi des Morisques, il devient lui même roi de la Révolte des Alpujarras.

## Biographie
Descendant de la dynastie Umayya et apparenté à la lignée Hernandos, il est connu sous les noms de Hernando Abenabó et Abencillo. Il porte le nom arabe de Abd Allāh Ibn Abū et est un riche propriétaire foncier de Mecina-Bombarón. Il se consacre à l'administration et à l'exploitation de ses propriétés jusqu'au soulèvement des Maures de l'Alpujarra, auquel il participe activement. En septembre 1568, Ibn Abū participe à la réunion tenue à Cádiar par les conspirateurs des Alpujarras, soutenant le mouvement des partisans d'Ibn Umayya, sur proposition de l'oncle de ce dernier, Fernando de Válor El Zaguer. Après son engagement avec les rebelles, il est nommé directeur des gardiens à Laujar (qā'id al-quwād), occupant ainsi l'un des postes administratifs les plus importants.
Après avoir probablement participé à l'assassinat de son cousin Abén Humeya, Diego López devient le deuxième roi des Maures de l'Alpujarra après la défaite d'Ibn Umayya. Il est proclamé roi par les capitaines turcs envoyés par le sultan Sélim II en septembre 1569. Son règne est marqué par des rivalités entre les marquis de Mondéjar et de Los Vélez du côté chrétien, qu'il exploite avec succès. Cependant, la pression croissante des forces chrétiennes, dirigées par Juan de Austria, le pousse à demander de l'aide à Alger.
Malgré ses efforts pour renforcer sa position, Diego López doit faire face à une troisième phase de résistance entre août 1570 et mars 1571. Les négociations avec les forces chrétiennes échouent, et il est finalement trahi par ses propres partisans. En janvier 1571, il se réfugie à Bérchules et Mecina-Bombarón, mais il est capturé et exécuté par les forces chrétiennes.
Il est trahi par son propre cousin El Seniz le 15 mars 1571 pour la somme de  vingt mille maravédis, abattu avec une crosse d'escopette. El Seniz déclare à ses commanditaires espagnols, en leur livrant le cadavre du dernier roi morisque des Alpujarras : « Le pasteur n'a pu rapporter la brebis vivante, il en apporte la toison. » On déposa dans la rue le cadavre de cet homme si honni, les enfants déchirèrent son cadavre en plusieurs morceaux et sa tête fut placée dans une cage de fer près de la porte Bib Racha avec l'inscription « Esta es la cabeza del traidor Aben Aboo; nadie la quite so pena de muerte (Cette tête est celle du traître Aben Aboo ; que personne ne l'enlève, sous peine de mort) », qui fut respectée au moins jusqu'en 1600,.